# Lecane ichthyoura
Lecane ichthyoura is een raderdiertjessoort uit de familie Lecanidae. De wetenschappelijke naam van deze soort is voor het eerst geldig gepubliceerd in 1892 door Shephard.